# Amet
Amet là một thành phố và khu đô thị của quận Rajsamand thuộc bang Rajasthan, Ấn Độ.

## Địa lý
Amet có vị trí 25°18′B 73°56′Đ / 25,3°B 73,93°Đ Nó có độ cao trung bình là 575 mét (1886 feet).

## Nhân khẩu
Theo điều tra dân số năm 2001 của Ấn Độ, Amet có dân số 16.669 người. Phái nam chiếm 51% tổng số dân và phái nữ chiếm 49%. Amet có tỷ lệ 66% biết đọc biết viết, cao hơn tỷ lệ trung bình toàn quốc là 59,5%: tỷ lệ cho phái nam là 76%, và tỷ lệ cho phái nữ là 56%. Tại Amet, 15% dân số nhỏ hơn 6 tuổi.